# らーめん缶

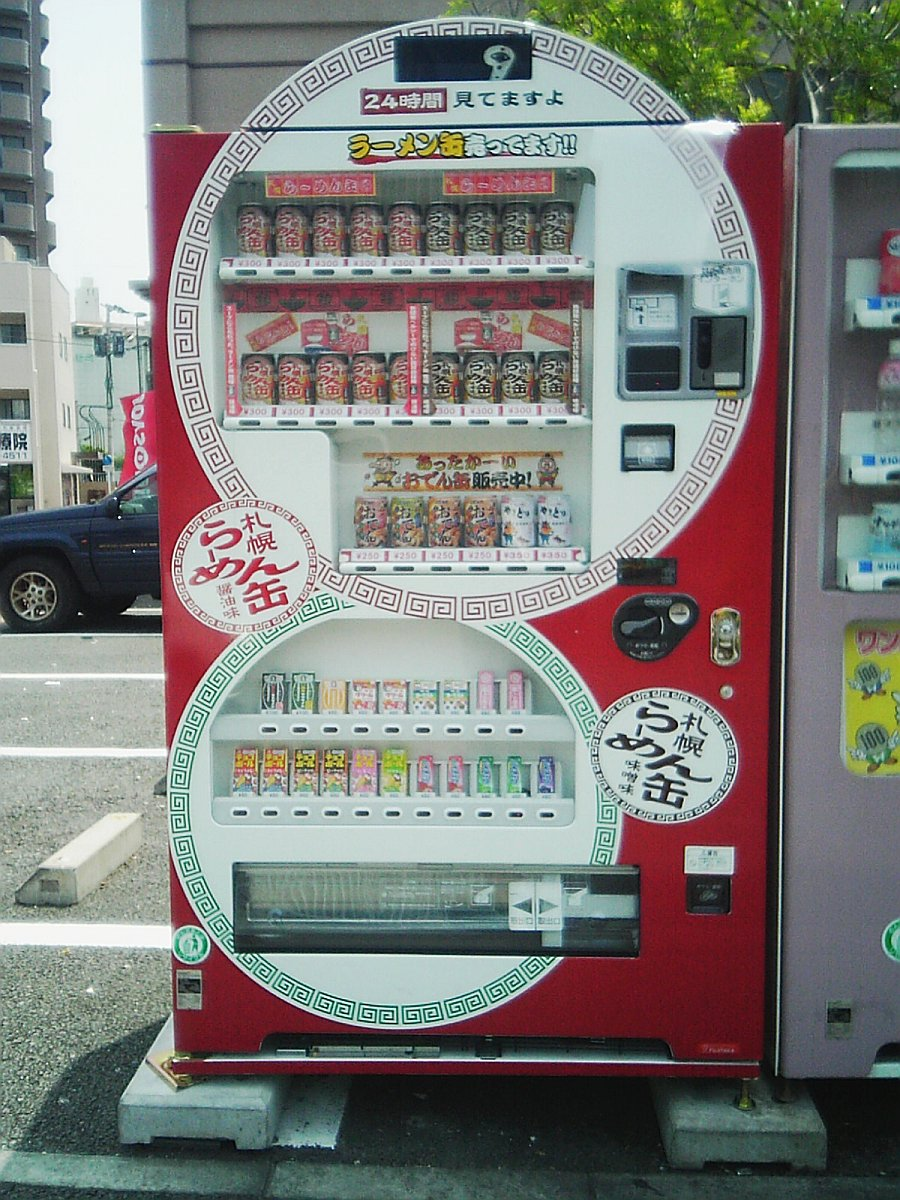
らーめん缶の自動販売機（熊本市にて撮影）。
おでん缶や菓子類も一緒に販売されている。

らーめん缶（らーめんかん）とは、ラーメンを模した缶詰である。

## 概要
「麺屋武蔵」の店主が新潟県中越地震のボランティアに参加した際の経験から発案した製品であり、フジタカと企画会社UMAI FUが2007年に企画・発売した「札幌らーめん缶（醤油味、味噌味）」がその走りである。麺は小麦粉ではなくこんにゃくを使用しているために伸びる事がなく、缶の上部には折りたたみフォークを添付している。
発売時には、フジテレビのスーパーニュースにて秋葉原にあるカフェメイリッシュのスタッフに試食させ、放映時には未入荷だったが「秋葉原で大人気のラーメン缶」と紹介された。
その後、おでん缶等のメーカーの天狗缶詰をはじめ、富士見食品、はかた寿賀やなど他社も同様の缶食品で追随した。麺にこんにゃくを用い、缶に折りたたみフォークがシュリンクパックされている等、基本的な仕様は他社のものもほぼ共通している。
フジタカ・UMAIも冷やしラーメン、東京屋台風、博多とんこつ風、味噌バター、スープカレーなど各種ラインナップを拡充。蕎麦（関東風・関西風）、うどん（きつね・カレーうどん・けんちん汁）など他の麺類を模した物も発売された。天狗缶詰も中華そば（とんこつ醤油）、冷やし麺（柚子風味）のほかにカレーうどんやスープパスタ（ホワイトクリーム、トマト、ボンゴレビアンコ）を展開した。
なお、2021年に一風堂監修の「コクと旨味の一風堂とんこつラーメンスープ」がJR東日本クロスステーションウォータービジネスカンパニーから発売され、秋冬商品として駅ナカの自動販売機などで流通したが、こちらは缶スープであり具材や麺は入っていない。

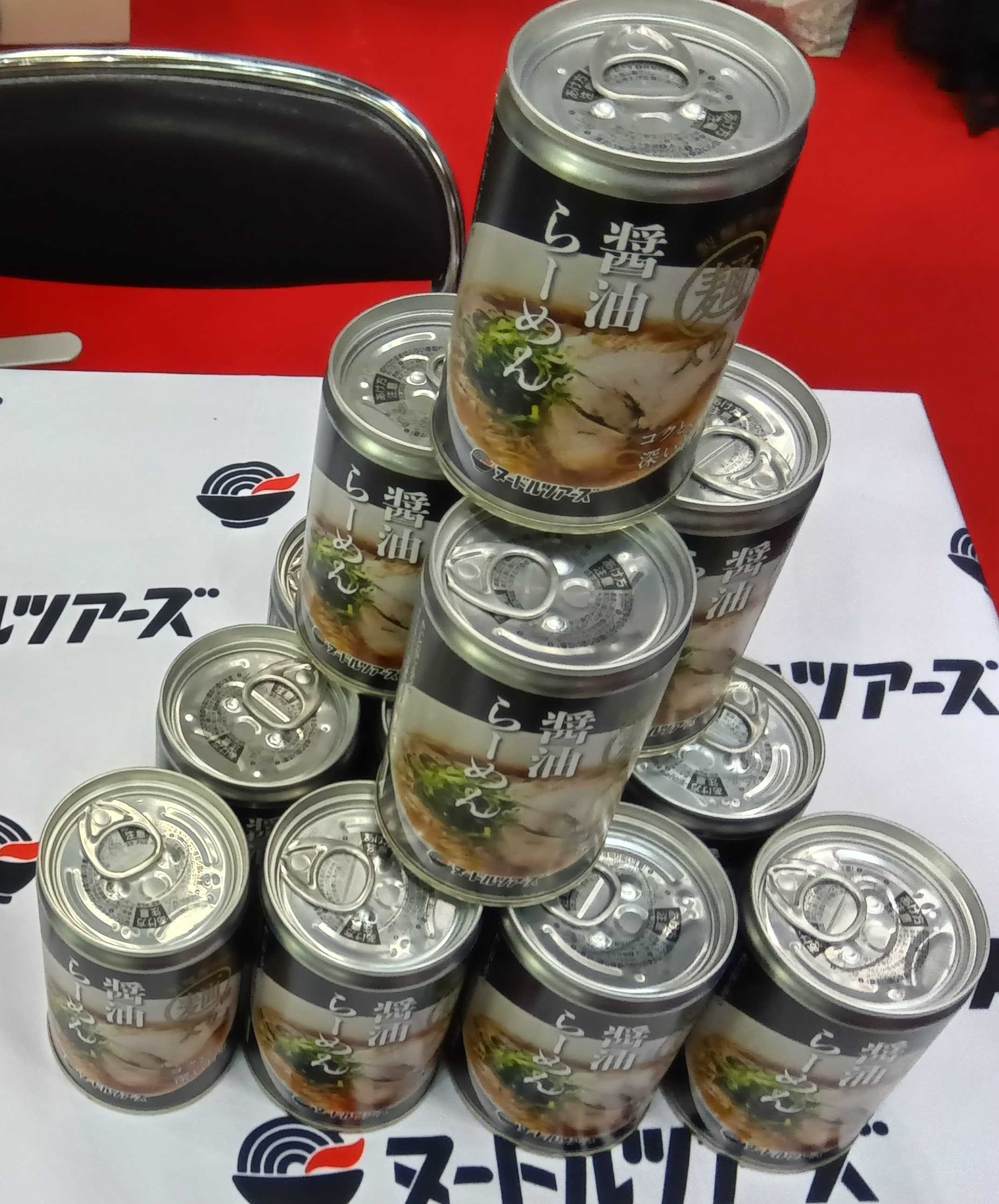
丸山製麺のらーめん缶（東京ビッグサイトの展示会にて撮影）。

その後、2024年に製麺メーカーの株式会社丸山製麺と、缶詰メーカーの株式会社三星が協業で「業界初の小麦麺を使用したらーめん缶」として、『らーめん缶「醤油らーめん」』を発売した。既存商品とは異なり、麺に小麦粉を用いながら、独自製法で伸びにくい麺を実現していることを主な特徴としている。

## 販売店
フジタカ・UMAI製のものは地域のたばこ店でのたばこ売上減少の代替手段として、主にたばこ店の自動販売機を中心に各地で販売された。その一部の設置先はフジタカの公式サイトに掲載されていた。
その他、他社製品も含めて一部のコンビニエンスストアなどでも販売されている。また、災害時用の非常食として売られていたこともある。
秋葉原界隈ではおでん缶ブームの影響もあり、自動販売機のほか、パソコンショップなどの店頭で売られていたことがある。
2024年10月現在、フジタカ・UMAI製のらーめん缶シリーズは発売終了しており自動販売機には投入されていない。天狗缶詰、富士見食品の製品も2021年までに終売している。なお、丸山製麺製のらーめん缶は同社のECサイトにて販売されている。